# Canaseraga
Canaseraga es una villa ubicada en el condado de Allegany en el estado estadounidense de Nueva York. En el año 2000 tenía una población de 594 habitantes y una densidad poblacional de 180 personas por km².

## Geografía
Canaseraga se encuentra ubicada en las coordenadas 42°27′45″N 77°46′36″O / 42.46250, -77.77667.

## Demografía
Según la Oficina del Censo en 2000 los ingresos medios por hogar en la localidad eran de $35,469, y los ingresos medios por familia eran $39,000. Los hombres tenían unos ingresos medios de $35,313 frente a los $20,938 para las mujeres. La renta per cápita para la localidad era de $14,971. Alrededor del 12.8% de la población estaban por debajo del umbral de pobreza.